# Verrucosa guatopo
Verrucosa guatopo Lise, Kesster & Silva, 2015 è un ragno appartenente alla famiglia Araneidae.

## Etimologia
Il nome della specie deriva dal parco nazionale venezuelano di Guatopo.

## Caratteristiche
L'olotipo femminile rinvenuto ha lunghezza totale è di 8,50mm; la lunghezza del cefalotorace è di 3,50mm; e la larghezza è di 2,90mm.

## Distribuzione
La specie è stata reperita nel Venezuela settentrionale: l'olotipo femminile è stato rinvenuto nel Guatopo National Park, riserva naturale appartenente allo stato di Miranda.

## Tassonomia
Al 2015 non sono note sottospecie e non sono stati esaminati nuovi esemplari.